# Seconds Out
Seconds Out je dvostruki album uživo britanskog sastava Genesis. Sniman je na nastupima u Parizu 1976. i 1977., prigodom promotivnih turneja albuma A Trick of the Tail and Wind & Wuthering.

## Popis pjesama
Strana A
1. "Squonk" – 6:39
2. "The Carpet Crawlers" – 5:27
3. "Robbery, Assault and Battery" – 6:02
4. "Afterglow" – 4:29

Strana B
1. "Firth of Fifth" – 8:56
2. "I Know What I Like " – 8:45
3. "The Lamb Lies Down On Broadway" – 4:59
4. "The Musical Box" – 3:18

Strana C
1. "Supper's Ready" – 24:33

Strana D
1. "The Cinema Show" – 10:58
2. "Dance On A Volcano" – 5:09
3. "Los Endos" – 6:20

## Izvođači
- Phil Collins
- Steve Hackett
- Tony Banks
- Mike Rutherford